# بلاغ‌باشی
بلاغ‌باشی (به ازبکی: Buloqboshi) یک منطقهٔ مسکونی در ازبکستان است که در شهرستان بلاغ‌باشی واقع شده‌است. بلاغ‌باشی ۲۵٬۴۳۲ نفر جمعیت دارد.